# مايك ووكر
مايك ووكر (بالإنجليزية: Mike Walker)‏ (28 نوفمبر 1945 المملكة المتحدة - ) هو لاعب كرة قدم بريطاني يلعب كحارس مرمى.

## روابط خارجية
- مايك ووكر على موقع قاعدة بيانات كرة القدم.إي يو (الإنجليزية)
- مايك ووكر على موقع Soccerbase.com (لاعب) (الإنجليزية)
- مايك ووكر على موقع Soccerbase.com (مدرب) (الإنجليزية)
- مايك ووكر على موقع عالم كرة القدم.نت (الإنجليزية)